# سيرجيو هيريرا
سيرجيو داريو هيريرا (بالإسبانية: Sergio Herrera)‏ من مواليد 15 مارس 1981 في كولومبيا، وهو لاعب كرة قدم كولومبي يلعب كمهاجم.

## روابط خارجية
- سيرجيو هيريرا على موقع قاعدة بيانات كرة القدم.إي يو (الإنجليزية)
- سيرجيو هيريرا على موقع ناشيونال فوتبول تيمز (الإنجليزية)
- سيرجيو هيريرا على موقع Soccerway.com (الإنجليزية)
- سيرجيو هيريرا على موقع كووورة
- سيرجيو هيريرا على موقع AS.com (الإسبانية)